# ریکه سوکه
ریکه سِوِکه (انگلیسی: Rikke Sevecke؛ زادهٔ ۱۵ ژوئن ۱۹۹۶) بازیکن فوتبال اهل دانمارک است.
از باشگاه‌هایی که در آن بازی کرده‌است می‌توان به باشگاه فوتبال زنان اورتون اشاره کرد.
وی همچنین در تیم‌های ملی فوتبال Denmark women's national under-19 football team، و Denmark women's national under-19 football team، و زنان دانمارک بازی کرده‌است.